# Bibliotecas sin libros
Las bibliotecas sin libros (en inglés bookless libraries) son bibliotecas de diversa tipología (universitarias, públicas, escolares, etc.) cuya colección es digital, aunque todas ellas disponen de edificios físicos.
El modelo de biblioteca sin libros físicos ha surgido impulsado por el proceso generalizado de digitalización, que ha modificado las formas de acceso a la información. Así, Gil Solés habla de este proceso como una "cuarta transformación [que] rompe de forma disruptiva esa imagen icónica, y transforma de arriba a abajo la imagen que tenemos. El espacio de la biblioteca se transforma, y se avanza hacia un espacio sin libros, una biblioteca sin libros producto de la digitalización". Esta transformación ha provocado que los libros impresos pasen a almacenarse fuera de las áreas principales de los edificios de las bibliotecas, o incluso en almacenes cooperativos consorciados para libros y otros materiales de bajo uso, como puede ser el GEPA.
De esta manera, los espacios de las bibliotecas se reconfiguran incluyendo salas con equipamiento informático, zonas diáfanas y entornos polivalentes para desarrollar actividades, y en las que el espacio dedicado a libros ya supone sólo el 20% del total. Estos nuevos diseños de los espacios de las bibliotecas se relacionan con las funciones y paradigmas más actuales de las bibliotecas: "espacios de reunión, de comunidad, donde sentirse parte importante de un todo; espacios de creación (los makerspaces), y también de reflexión, espiritualidad y debate; espacios sociales y de relación, en igualdad de condiciones, dónde no se juzga y dónde todos valemos y aportamos lo mismo".

### Ejemplos
En cuanto a ejemplos, se pueden mencionar los casos de la bibliotecas sin libros de la Universidad Politécnica de Florida, la biblioteca pública Bibliotech en Bexar County (Texas, Estados Unidos), o la de ingeniería de la Universidad de Stanford. También, se han analizado y descrito casos de bibliotecas sin libros como la biblioteca de Arte y Arquitectura de la Universidad Islámica de Azada en Irán, y la Oficina de Bibliotecas y Archivos de la Regencia de Barru en Indonesia. En España, se puede destacar como caso de biblioteca sin libros la Biblioteca Expandida y Deslocalizada del Centre del Carme (BED CCCC) en Valencia.

### Conceptos relacionados
En inglés también existe el concepto de paperless libraries (bibliotecas sin papel). Lo que diferencia a las bibliotecas sin papel de las biblioteca sin libros es que las primeras tienen como precepto y fundamento reducir el impacto ecológico de la difusión de información mediante prácticas sostenibles como la reducción del uso de papel.